# Kurt Heinz Sieger
Kurt Heinz Sieger (* 17. April 1917 in Görlitz; † 25. März 2002 in Zempin auf Usedom) war ein deutscher Maler und Grafiker.

## Biografie
Von 1924 bis 1932 besuchte Sieger acht Klassen einer Volksschule. Im Anschluss begann er in Görlitz eine Lehre zum Dekorationsmaler und verfolgte diesen Weg bis 1936. Im selben Jahr wurde er Soldat und war im Zweiten Weltkrieg zunächst an der Westfront und an der Ostfront eingesetzt. Zum Kriegsende geriet er in der Steiermark in Gefangenschaft, kam aber später wieder frei. 1946 startete er dann seinen erlernten Beruf zum Dekorationsmaler. Von 1947 bis 1948 ging er an die Leipziger Fachschule für angewandte Kunst, wo Walter Münze und Karl Miersch lehrten. Er musste die Ausbildung vorzeitig beenden, um seine Familie in Rathmannsdorf ernähren zu können. Im Jahre 1949 nahm er als Laie an einer Ausstellung der Gewerkschaft für Kunst in Pirna teil und wurde von dort an die Hochschule für Bildende Künste Dresden delegiert. Von 1950 bis 1955 studierte er dort unter der Leitung der Professoren Rudolf Bergander, Erich Fraaß und Paul Michaelis. 1956 war Sieger dann Fassadengestalter und gehörte zum Aufbaustab in Hoyerswerda, wo er bis 1960 ca. 60 Arbeiten in Sgraffito, Glasmosaik und Silikat vollendete. Nach dieser Zeit war er freischaffender Maler in Cottbus und gestaltete dort 1968 und 1969 zwei Wandbilder aus Meißner Porzellan. Erst im Jahre 1964 und 1965 lehrte er an der Hochschule für Bauwesen. 1972 zog er nach Frankfurt (Oder) und im Jahre 1980 nach Zempin (Insel Usedom), um sich dort als Freischaffender zu betätigen. Im Alter von 85 Jahren ist er dann dort verstorben.

Aus dem Spreewald (Cottbus, 1969)
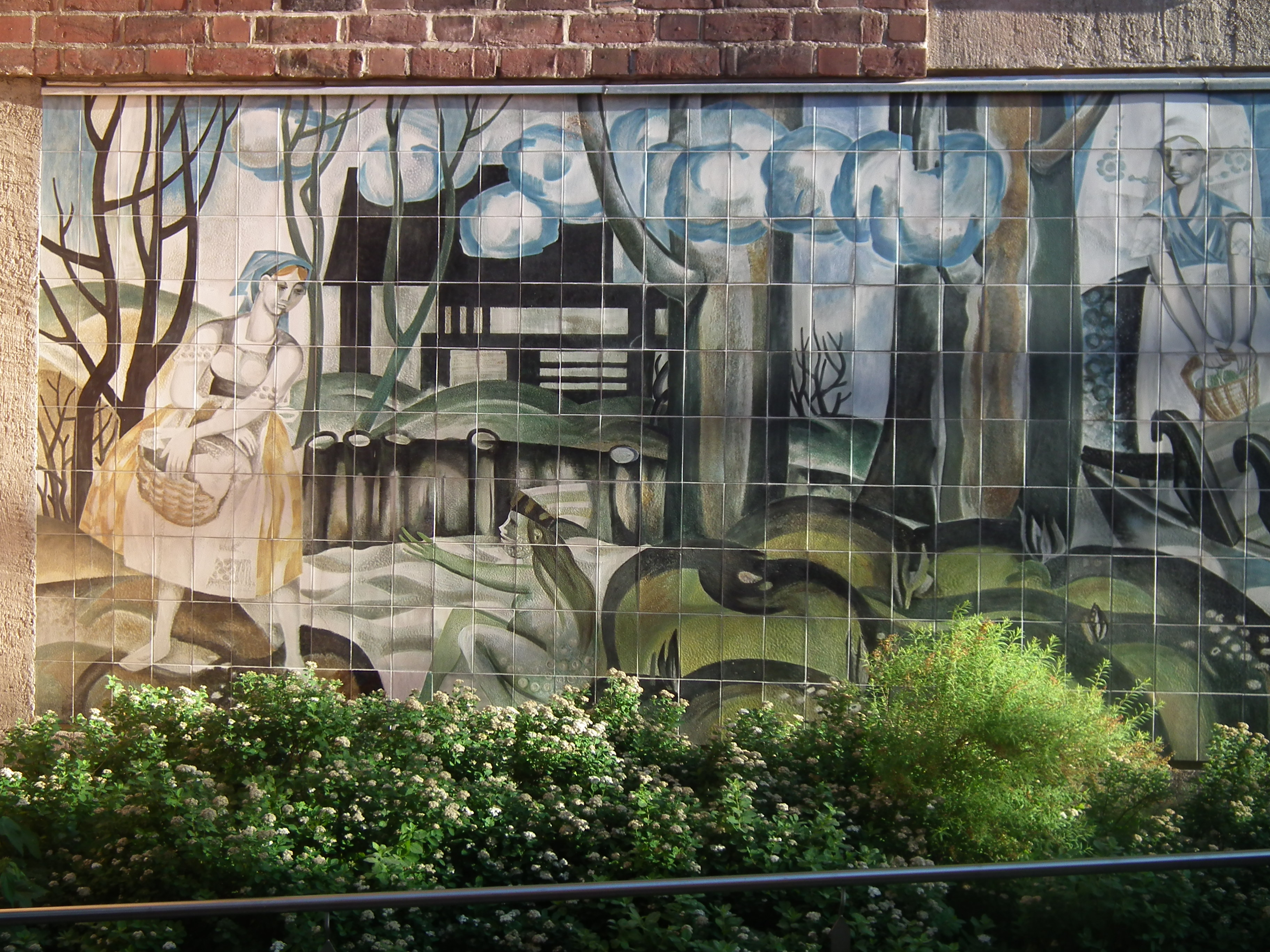
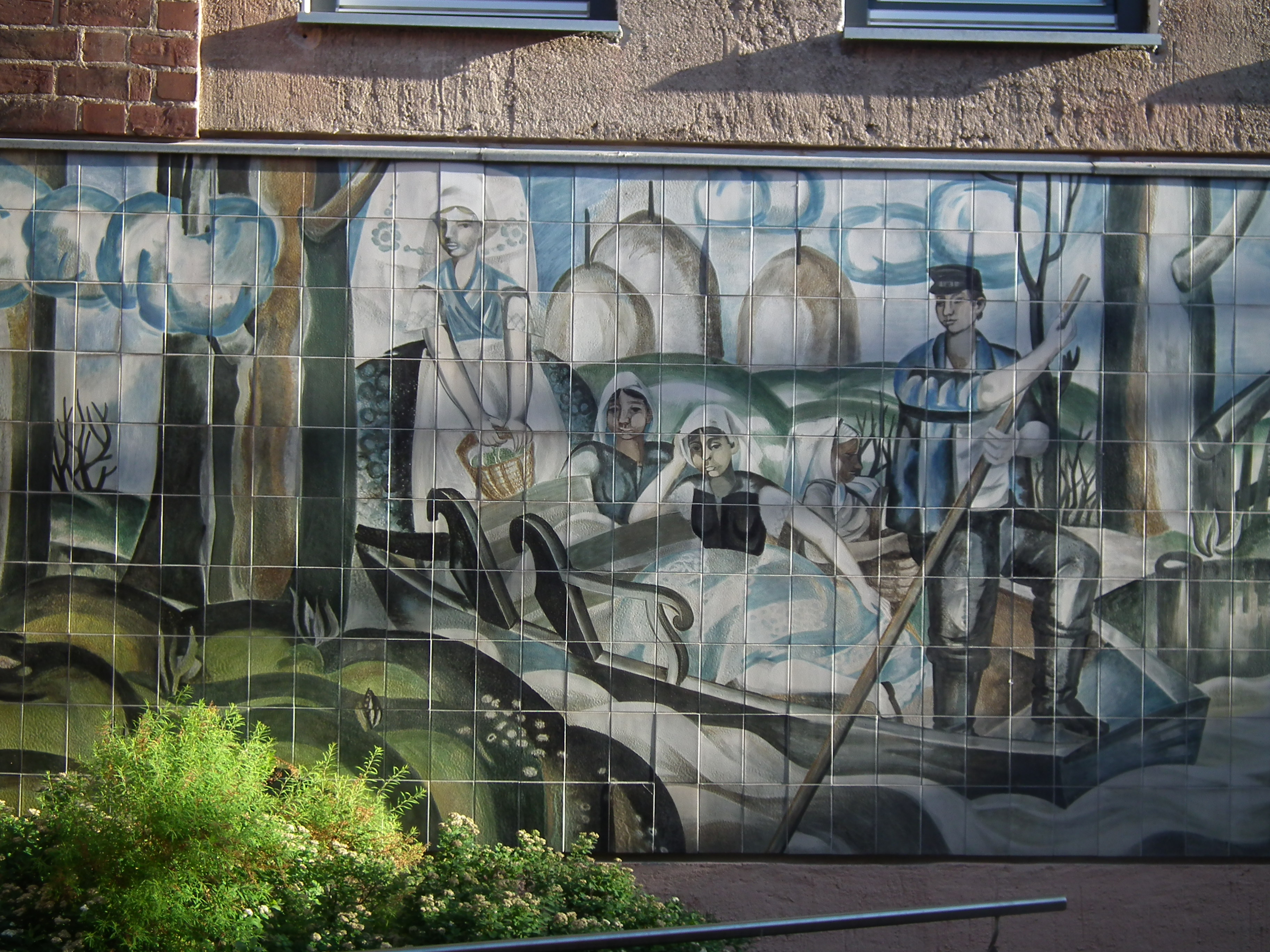
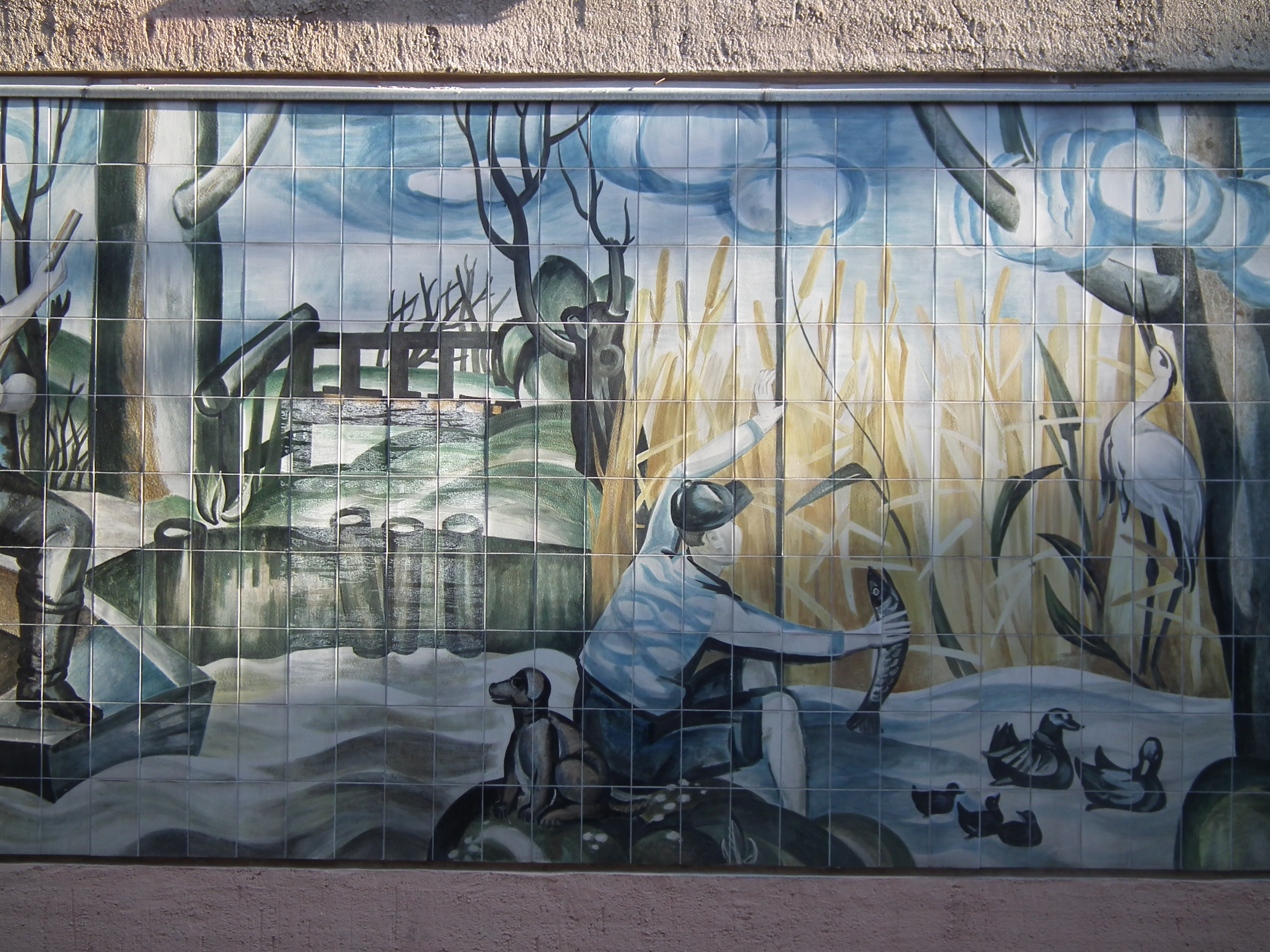
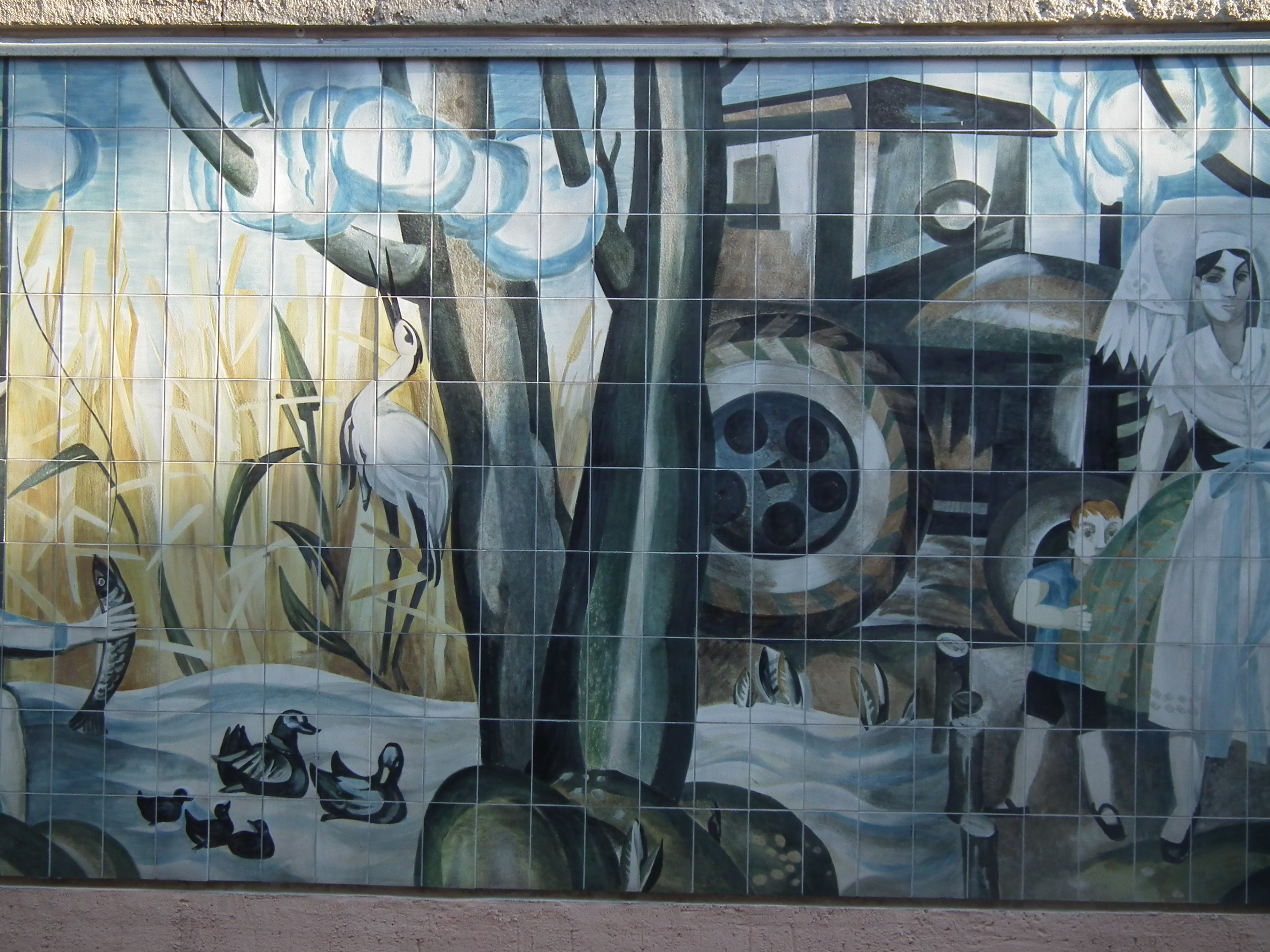
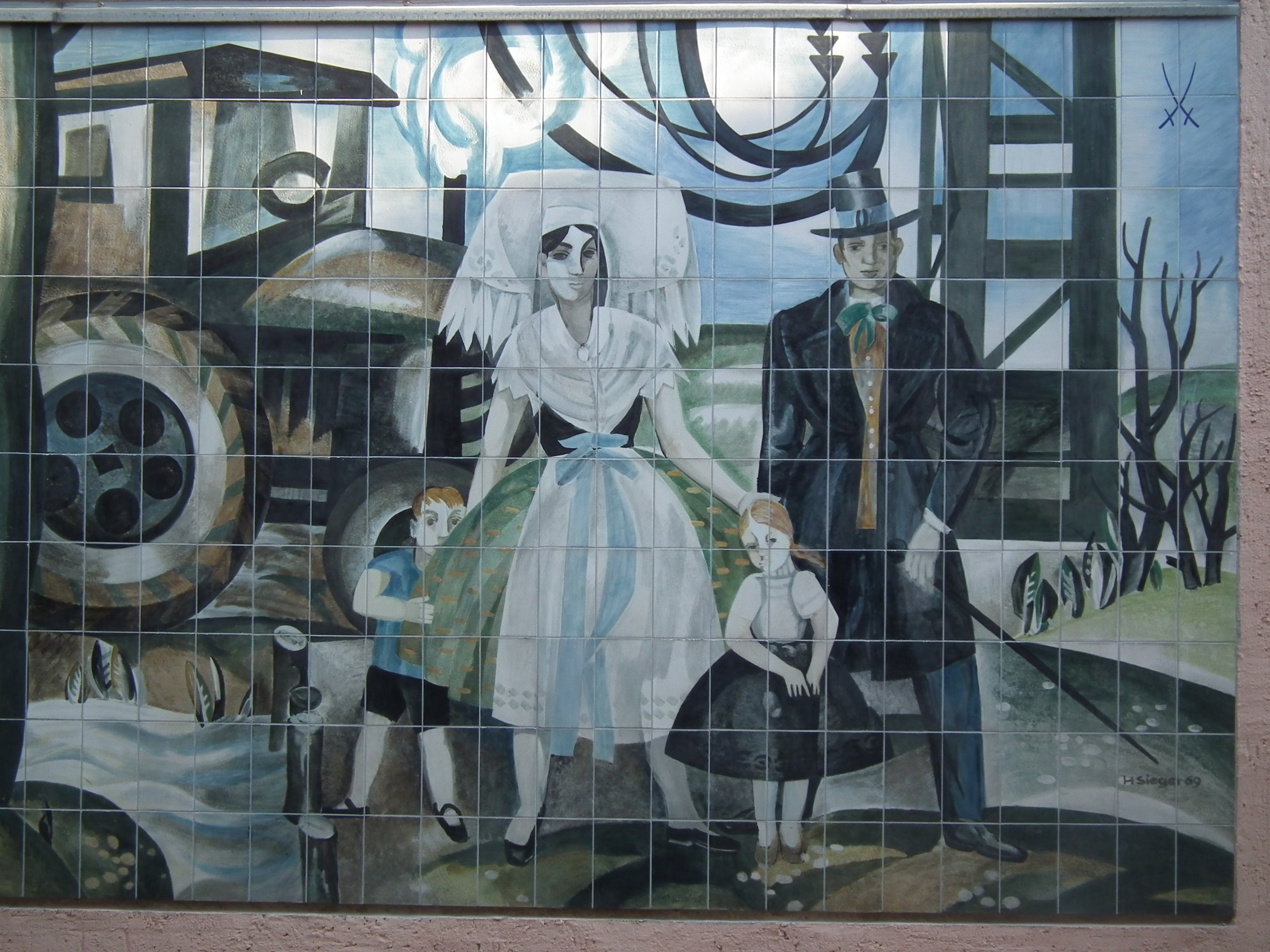

## Tafelbilder (Auswahl)
- Brigitte (1966, Öl, 125 × 105 cm)[1]

- Besuch in der Galerie der Freundschaft (1971, Öl)[2]
- Liegende I (1976, Öl; auf der VIII. Kunstausstellung der DDR)[3]

## Auszeichnungen
- 1963 und 1968 Carl-Blechen-Preis Cottbus
- 1977 Kleistpreis, Kunstpreis der Stadt Frankfurt (Oder)
- 1977 Ehrenmedaille der Stadt Frankfurt (Oder)
- 1977 Johannes-R.-Becher-Medaille in Silber

## Ausstellungen
Einzelausstellungen:
- 1960 Museum Hoyerswerda, mit Jürgen von Woyski
- 1967 Schloß Branitz, Cottbus
- 1967 Städtische Kunstsammlungen, Görlitz
- 1967 Spreewaldmuseum Lübbenau
- 1968 Angermuseum Erfurt
- 1977 Galerie Junge Kunst, Frankfurt (Oder)
- 1978 Muzeum Okregowie, Gorzów, Polen
- 1978 Galerie Junge Kunst, Frankfurt (Oder)
- 1979 Rathaus Fürstenwalde
- 1979 Kulturinformationszentrum der DDR, Warschau, Polen
- 1979 Albertinum, Staatliche Kunstsammlungen Dresden
- 1982 Galerie des Feriendienstes der IG-Wismut, Zinnowitz
- 1984 Kunstpavillon, Heringsdorf
- 1987 Kunsthalle Rostock
- 1987 Galerie Junge Kunst, Frankfurt (Oder)
- 1999 Sparkasse Wolgast
- 2003 Museum Wolgast

Gemeinschaftsausstellungen:
- 1952 Schülerausstellung der Hochschule für Bildende Künste Dresden
- 1953 III. Deutsche Kunstausstellung, Dresden, Albertinum
- 1958 IV. Deutsche Kunstausstellung, Dresden, Albertinum
- 1962 V. Deutsche Kunstausstellung, Dresden, Albertinum
- 1964 „Unsere Zeitgenossen“, Staatliche Museen zu Berlin, Nationalgalerie Berlin
- 1965 Berlin Heute, Neue Berliner Galerie
- 1965 Staatliche Kunstsammlungen Dresden, Glockenspielpavillon des Zwingers: Cottbuser Künstler
- 1966 „Wir lieben das Leben“, Neue Berliner Galerie
- 1967 VI. Deutsche Kunstausstellung, Dresden, Albertinum
- 1968 „Sieger der Geschichte. Die Arbeiterpersönlichkeit in der bildenden Kunst der DDR“, Staatliche Galerie Moritzburg, Halle
- 1969/70 „Temperamente“, Kunstsammlungen zu Weimar, Karl-Marx-Stadt, Rostock, Prag
- 1969 Architektur und bildende Kunst. Ausstellung zum 20. Jahrestag der DDR. Staatliche Museen zu Berlin, National-Galerie
- 1969 „Künstler aus dem Bezirk Cottbus“ Kabinett der Galerie Junge Kunst Frankfurt (Oder)
- 1971 „Blumen und Früchte-das Stilleben als Element realistischer Kunst“, Gartenbaumuseum der iga, Erfurt
- 1971 „Das Antlitz der Arbeiterklasse in der bildenden Kunst der DDR. Ausstellung zu Ehren des VIII.Parteitages der SED“, Berlin, Altes Museum
- 1973 „5. Biennale der Ostseestaaten“, Kunsthalle Rostock
- 1973 Ausstellung des Bezirksverbandes Frankfurt (Oder), VR Polen, Zielona Góra
- 1973 VII. Kunstausstellung der DDR, Dresden, Albertinum
- 1976 „Selbstbildnisse“, Galerie Am Sachsenplatz, Leipzig
- 1977/78 VIII. Kunstausstellung der DDR, Dresden, Albertinum
- 1982 „Aspekte Cottbuser Kunst - Aquarelle, Pastelle, Gouachen“, Kunstsammlung Cottbus
- 1982 Künstler des Bezirkes Frankfurt (Oder), Kabinett der Galerie Junge Kunst, Frankfurt (Oder)
- 1983 Usedomer Künstler, Kunstpavillon, Heringsdorf
- 1984 Selbstbildnisse von Künstlern der DDR, Kunsthalle Pasardschik, Bulgarien
- 1984 VIII. Bezirkskunstausstellung-Rostock, Kunsthalle Rostock
- 1985 Deutsche Parklandschaften des 19. Und 20. Jahrhunderts, Kunstsammlung Cottbus
- 1986 Bekenntnis und Tat. Bildende Kunst im Bezirk Cottbus 1946–1986. Kunstsammlung Cottbus
- ab 1953 Bezirkskunstausstellungen von 1957 bis 1972 in Cottbus, von 1972 bis 1977 in Frankfurt (Oder)
- 2004 Vorwärts und nicht vergessen. Kunst der drei ehemaligen Nordbezirke der DDR aus dem Kunstarchiv Beeskow